# Lake Louise (Alberta)
Lake Louise ist eine Ansiedlung in der kanadischen Provinz Alberta mit 1041 Einwohnern (2001), die in erster Linie als Urlaubsort bekannt ist. Es ist Ausgangspunkt für Skitouren im Winter sowie Wildtierbeobachtungen und Bergwanderungen im Sommer, weshalb es mehrere, zum Teil luxuriöse Hotels gibt.
Lake Louise ist keine eigenständige Gemeinde. Als Ansiedlung hat sie den Status eines Hamlet (Weiler). Verwaltet wird die Ansiedlung durch den Improvement District 09 (Banff).

## Geografie
Lake Louise liegt im Banff-Nationalpark in den Kanadischen Rocky Mountains zwischen dem Bow River sowie der Eisenbahnstrecke der Canadian Pacific Railway (CPR) über den Kicking Horse Pass und dem Alberta Highway 1, der Teil des Trans-Canada Highway ist. Rund 55 Kilometer südöstlich befindet sich Banff.
Lake Louise ist in drei Ortsteile gegliedert. Der Hauptort, der als The Village of Lake Louise  bezeichnet wird, liegt auf einer niedrigen Höhe im Talgrund. Das östlich gelegene Skigebiet Lake Louise Mountain Resort gruppiert sich mit mehreren Gondelbahnen und Sesselliften hauptsächlich am Mount Richardson oberhalb des Hauptortes in einer Höhe von ca. 1600 m und führt bis in Lagen von ca. 2600 m. Auf der Westseite oberhalb des Ortes befinden sich Hotelanlagen am See Lake Louise, unterhalb des Mount Temple.

## Geschichte
Die Besiedlung des Ortes begann, als die Canadian Pacific Railway in den späten 1800er Jahren eine Eisenbahnlinie dort vorbei führte und eine Station errichtete. Der Ort erhielt ebenso wie der nahe See den Namen zu Ehren der Prinzessin Louise Caroline Alberta von Großbritannien und Irland, Duchess of Argyll. Nachdem 1913 das Hotel Château Lake Louise eröffnete, kamen zunehmend Urlauber und Abenteurer in den Ort. Skigebiete für die Wintersaison und Trekkingrouten für die Sommersaison wurden erschlossen und weiter ausgebaut.

## Tourismus und Sport
Alljährlich richtet das sehr schneesichere Lake Louise zu Beginn der Wintersaison FIS-Weltcup-Skirennen aus, in erster Linie im Abfahrtslauf und Superriesenslalom (siehe Alpiner Skiweltcup in Lake Louise). In den Sommermonaten werden Touren zur Beobachtung von Wildtieren organisiert. Dabei spielt die Beobachtung von Grizzlybären eine bevorzugte Rolle. Im umliegenden Gebiet kommen u. a. auch Schwarzbären, Wölfe, Pumas, Luchse, Dickhornschafe, Schneeziegen, Weißwedelhirsche und Wapitis vor.

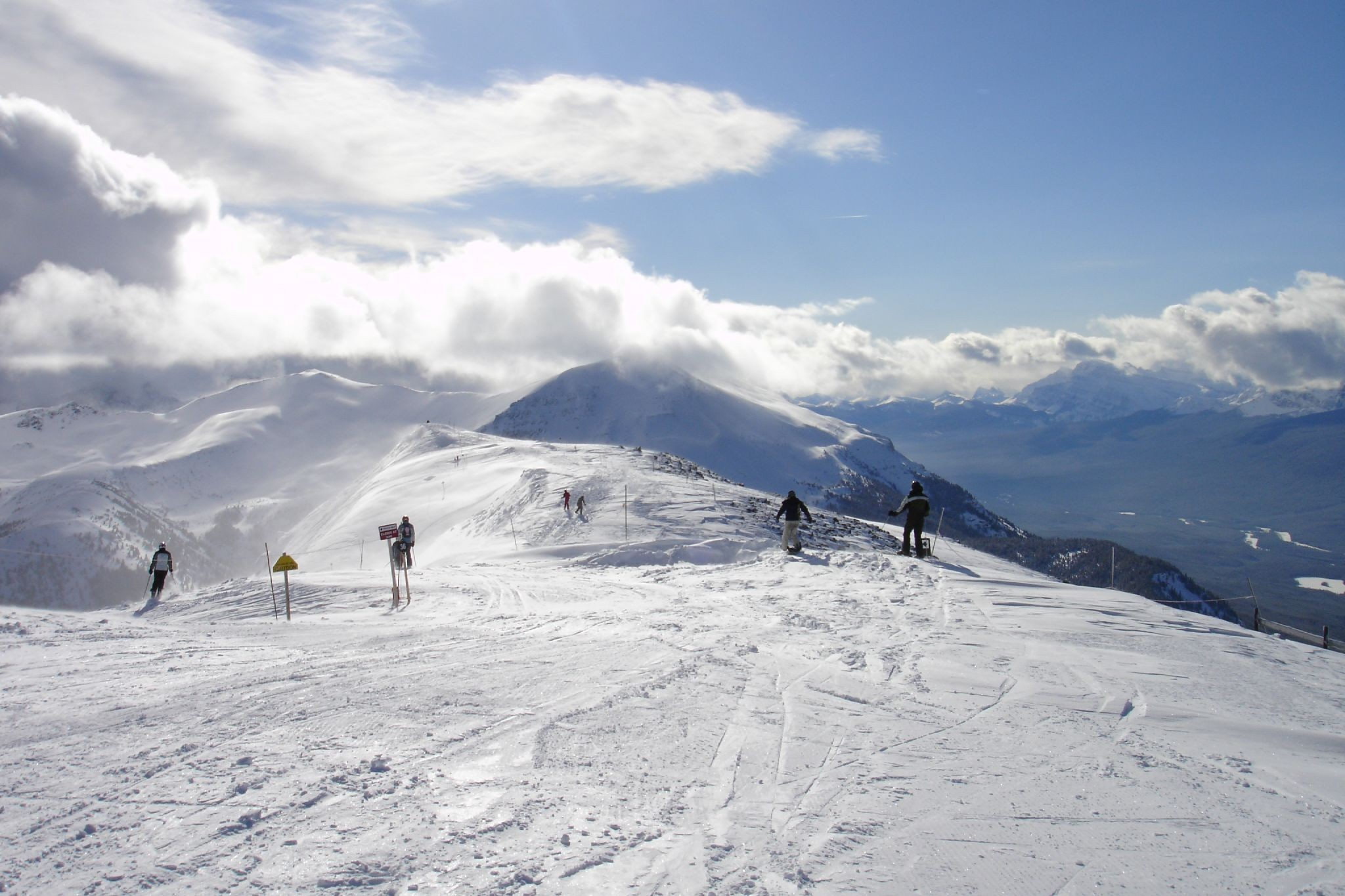
Skigebiet
Lake Louise
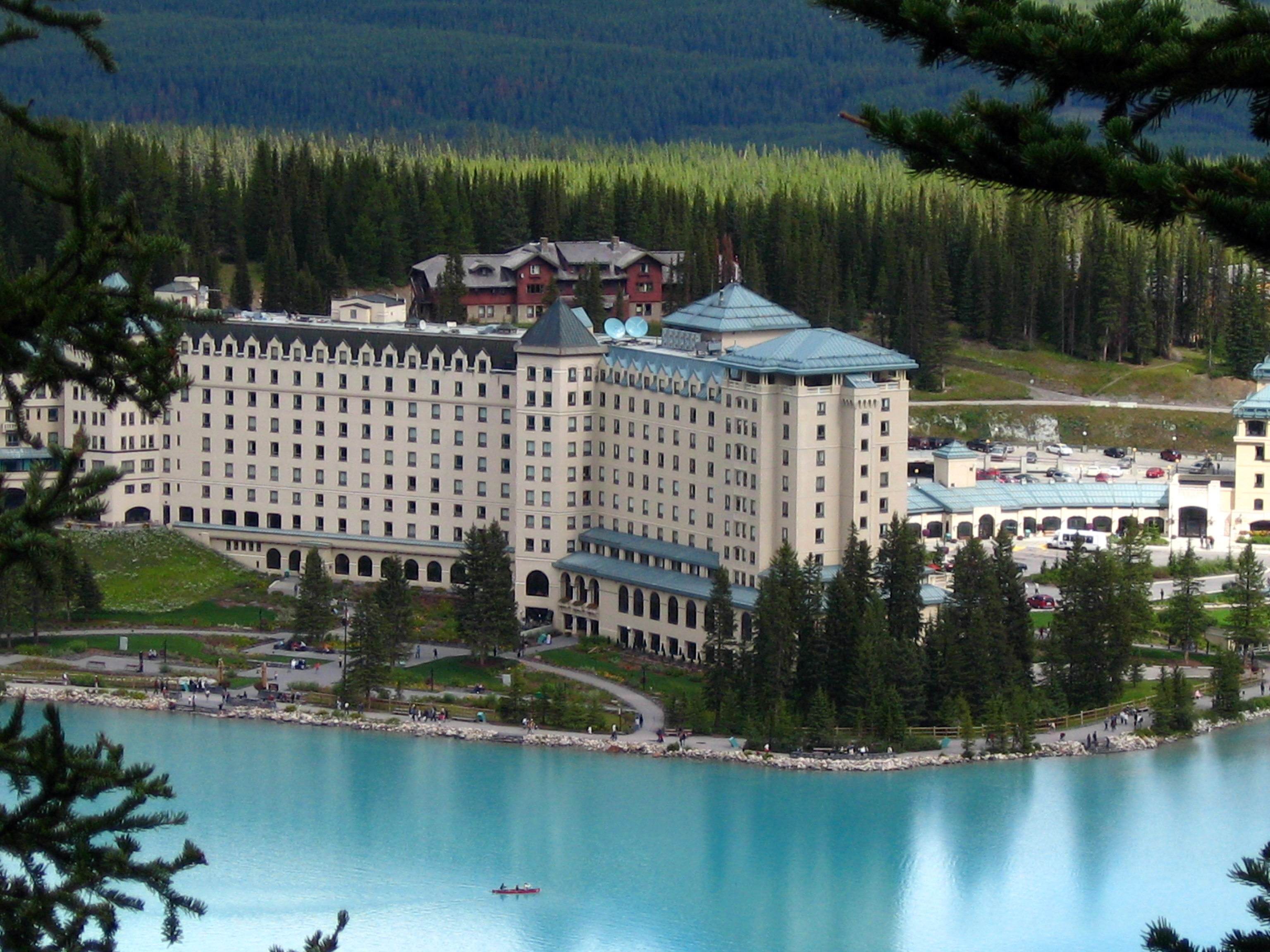
Chateau Lake Louise
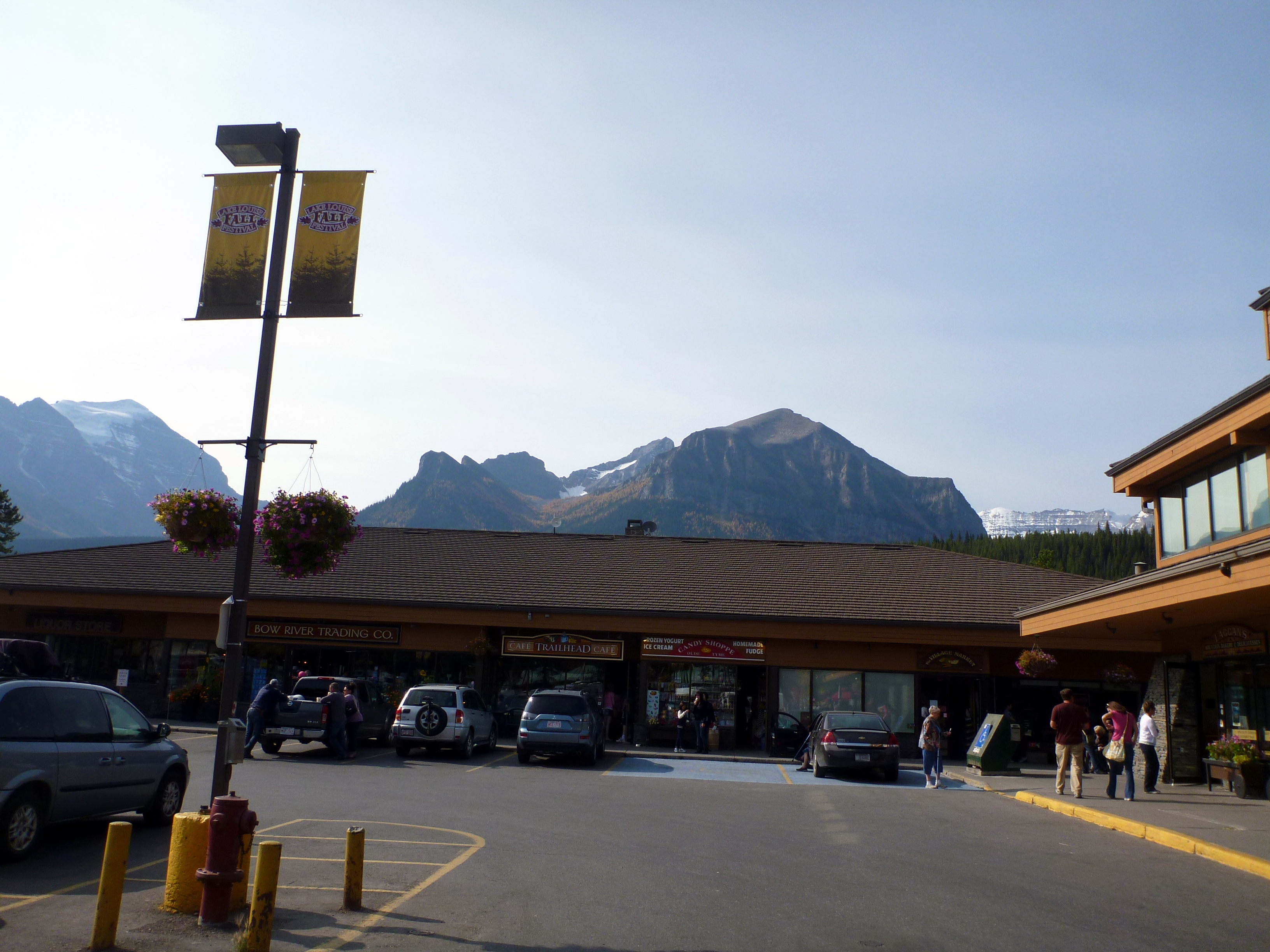
Panorama
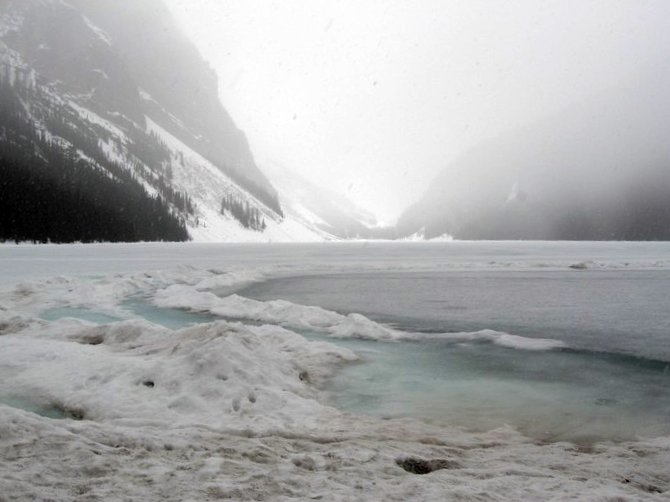
Lake Louise im Winter